# Apopyllus pauper
Apopyllus pauper là một loài nhện trong họ Gnaphosidae. Loài này săn mồi ban đêm trong khi ban ngày thì ẩn mình dưới các tảng đá và lá cây. Cơ thể chúng có hình oval, hẹp và chỉa về phia sau.
Loài này thuộc chi Apopyllus. Apopyllus pauper được Cândido Firmino de Mello-Leitão miêu tả năm 1942.